# 미야히메 코코
미야히메 코코(일본어: 都姫 ここ みやひめ ここ[*], 2월 17일 - )는 다카라즈카 가극단 하나구미에 소속되어 있는 여역이다.
오카야마현 오카야마시 출신, 산요여자고등학교 출신이다. 키 161cm, 애칭은 "코토카(ことか)", "코코냥(ここにゃん)"이다.

## 약력
2016년, 다카라즈카 음악학교에 입학.
2018년, 다카라즈카 가극단 104기생으로 입단. 호시구미 공연 「ANOTHER WORLD／Killer Rouge」로 초무대. 그 후 하나구미에 배속.
2019년, 아스미 리오ㆍ하나 유우키 톱 콤비 대극장 오히로메 공연 「A Fairy Tale」에서 신인공연 첫 히로인. 입단 2년차때의 발탁이었고, 104기 중에 첫 히로인 탄생이었다.

## 인물
어렸을 때부터 뮤지컬을 본 후로, 매일같이 노래부르며 춤췄다고 한다.
생활 속에 자연과 뮤지컬이 있는 환경에서 자라며 댄스스쿨이나, 노래 트레이닝을 다녔다.
뮤지컬 계통의 코스가 있는 학교에 진학하여 수업에서 처음으로 다카라즈카 가극을 봤다. 첫 관극 했을 때는 다카라즈카가 먼 존재라고 생각되어 목표로 하려고까지는 생각하지 않았지만, 그 후 DVD 등에서 보고 있는 사이에 자신도 같은 무대에 서고 싶다는 생각이 강해져, 음악학교 수험을 결심했다고 한다.

## 주요 무대
| 기간 (월) | 소속 | 제목                                   | 공연장                                 | 배역                                           | 비고                                  |
| --------- | ---- | -------------------------------------- | -------------------------------------- | ---------------------------------------------- | ------------------------------------- |
| 2018년    |      |                                        |                                        |                                                |                                       |
| 4 - 6     | 호시 | ANOTHER WORLD                          | 다카라즈카 대극장                      |                                                | 초무대                                |
| 4 - 6     | 호시 | Killer Rouge                           | 다카라즈카 대극장                      |                                                | 초무대                                |
| 7 - 10    | 하나 | MESSIAH -이문ㆍ아마쿠사 시로-          | 다카라즈카 대극장 도쿄 다카라즈카 극장 | 코헤이 (신인공연)                              | 본역 : 하나 유우키                    |
| 7 - 10    | 하나 | BEAUTIFUL GARDEN -백화요란-            | 다카라즈카 대극장 도쿄 다카라즈카 극장 |                                                |                                       |
| 11 - 12   | 하나 | 멜란콜릭 지고로                        | 전국투어                               |                                                |                                       |
| 11 - 12   | 하나 | EXCITER!! 2018                         | 전국투어                               |                                                |                                       |
| 2019년    |      |                                        |                                        |                                                |                                       |
| 2 - 4     | 하나 | CASANOVA                               | 다카라즈카 대극장 도쿄 다카라즈카 극장 | 베네라 (신인공연)                              | 본역 : 오토 쿠리스                    |
| 6 - 7     | 하나 | 꽃보다 남자                            | TBS아카사카ACT시어터                   | 쿠리마키 아야노 / 노리코                       |                                       |
| 6         | 하나 | 사랑하는 ARENA                         | 요코하마 아리나                        |                                                |                                       |
| 8 - 11    | 하나 | A Fairy Tale -푸른 장미의 정령-        | 다카라즈카 대극장 도쿄 다카라즈카 극장 | 샤롯트의 어린시절 (9살) 샤롯트 윌든 (신인공연) | 본역 : 하나 유우키 신인공연 첫 히로인 |
| 8 - 11    | 하나 | 샤름!                                  | 다카라즈카 대극장 도쿄 다카라즈카 극장 |                                                |                                       |
| 2020년    |      |                                        |                                        |                                                |                                       |
| 1         | 하나 | DANCE OLYMPIA                          | 도쿄국제포럼                           |                                                |                                       |
| 7 - 11    | 하나 | 하이카라씨가 지나간다                  | 다카라즈카 대극장 도쿄 다카라즈카 극장 |                                                |                                       |
| 2021년    |      |                                        |                                        |                                                |                                       |
| 1 - 2     | 하나 | NICE WORK IF YOU CAN GET IT            | 도쿄국제포럼 우메다예술극장            | 마리린                                         |                                       |
| 4 - 7     | 하나 | 아우구스투스 -존엄한 자-               | 다카라즈카 대극장 도쿄 다카라즈카 극장 |                                                |                                       |
| 4 - 7     | 하나 | Cool Beast!!                           | 다카라즈카 대극장 도쿄 다카라즈카 극장 |                                                |                                       |
| 8 - 9     | 하나 | 긴짱의 사랑                            | KAAT카나가와예술극장 드라마시티        | 토모코                                         |                                       |
| 11 - 12   | 하나 | 겐로쿠 바로크로크                      | 다카라즈카 대극장                      | 키쿄 카에데 (신인공연)                         | 본역 : 미하네 아이                    |
| 11 - 12   | 하나 | The Fascination!                       | 다카라즈카 대극장                      |                                                |                                       |
| 2022년    |      |                                        |                                        |                                                |                                       |
| 1 - 2     | 하나 | 겐로쿠 바로크로크                      | 도쿄 다카라즈카 극장                   | 키쿄                                           |                                       |
| 1 - 2     | 하나 | The Fascination!                       | 도쿄 다카라즈카 극장                   |                                                |                                       |
| 3 - 4     | 하나 | TOP HAT                                | 우메다 예술 극장                       | 부자의 아내 (아리스) / 메이드 (모니카)         |                                       |
| 6 - 9     | 하나 | 순례의 해 ~리스트 펠렌츠. 영혼의 방황~ | 다카라즈카 대극장 도쿄 다카라즈카 극장 |                                                |                                       |
| 6 - 9     | 하나 | Fashionable Empire                     | 다카라즈카 대극장 도쿄 다카라즈카 극장 |                                                |                                       |